# 伊是名場外離着陸場

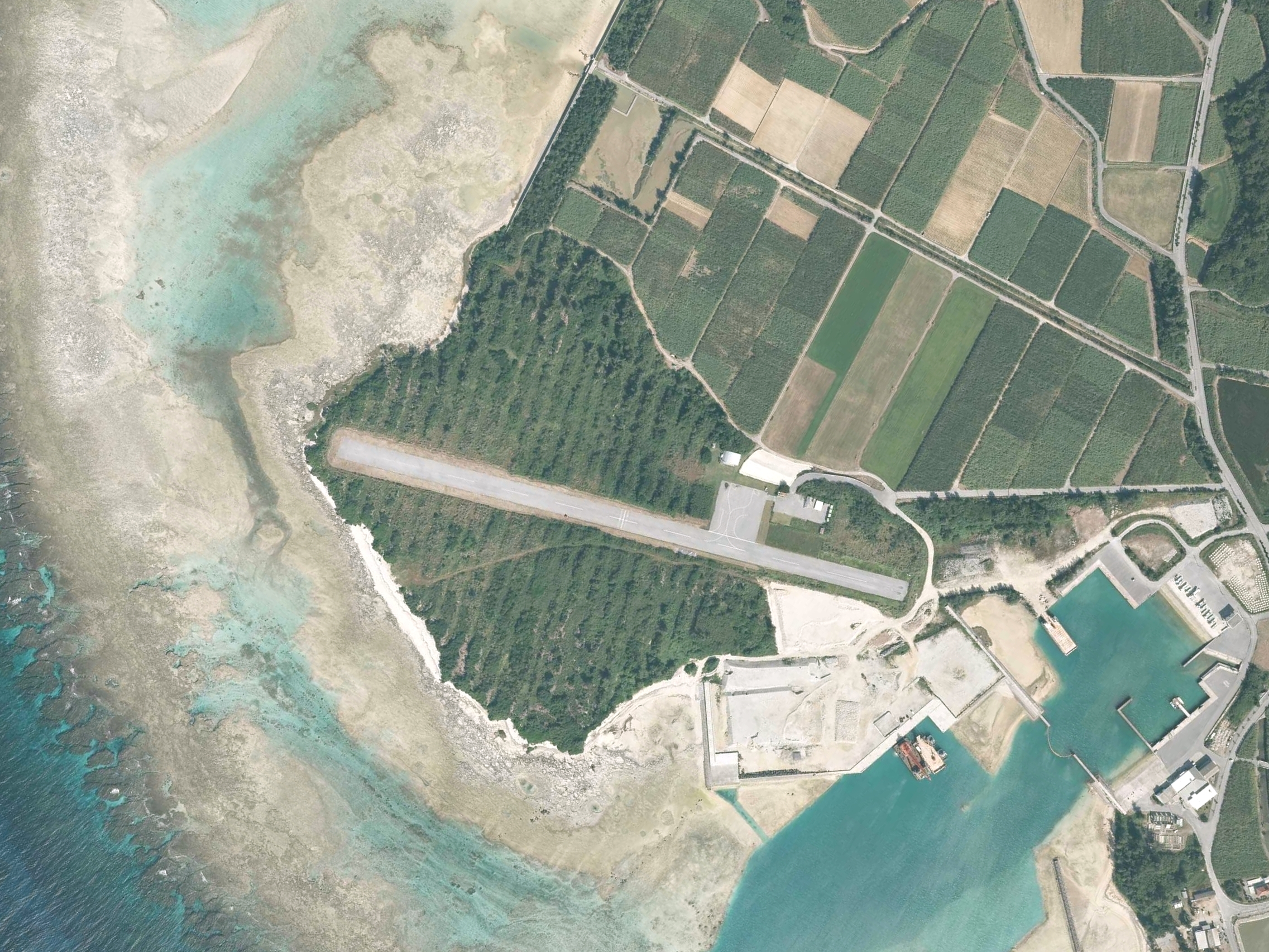
伊是名場外離着陸場の空中写真（2021年）

伊是名場外離着陸場（いぜなじょうがいりちゃくりくじょう）は沖縄県島尻郡伊是名村にある場外離着陸場。地元では伊是名空港（いぜなくうこう）と呼ばれる。

## 概要
1998年（平成10年）11月開場。元は離島であり、埋め立てによって伊是名島と陸続きになった「屋ノ下島」の島域内に建設された。
伊平屋村との空港誘致を有利にするため村単独事業にて整備したが、かえって誘致を不利にした経緯がある。定期航空路はなく、かつては軽航空機による不定期便やチャーター便が運航されていた。滑走路は村によって使用可能な状態に維持されているが、祭りなどのイベント時や、私有機による利用が稀にある程度である。

## かつての運航路線
エアードルフィンにより伊江島空港を経由し那覇空港まで不定期便が運航されていたが、同社の事業停止に伴い現在は路線がない。

## ギャラリー

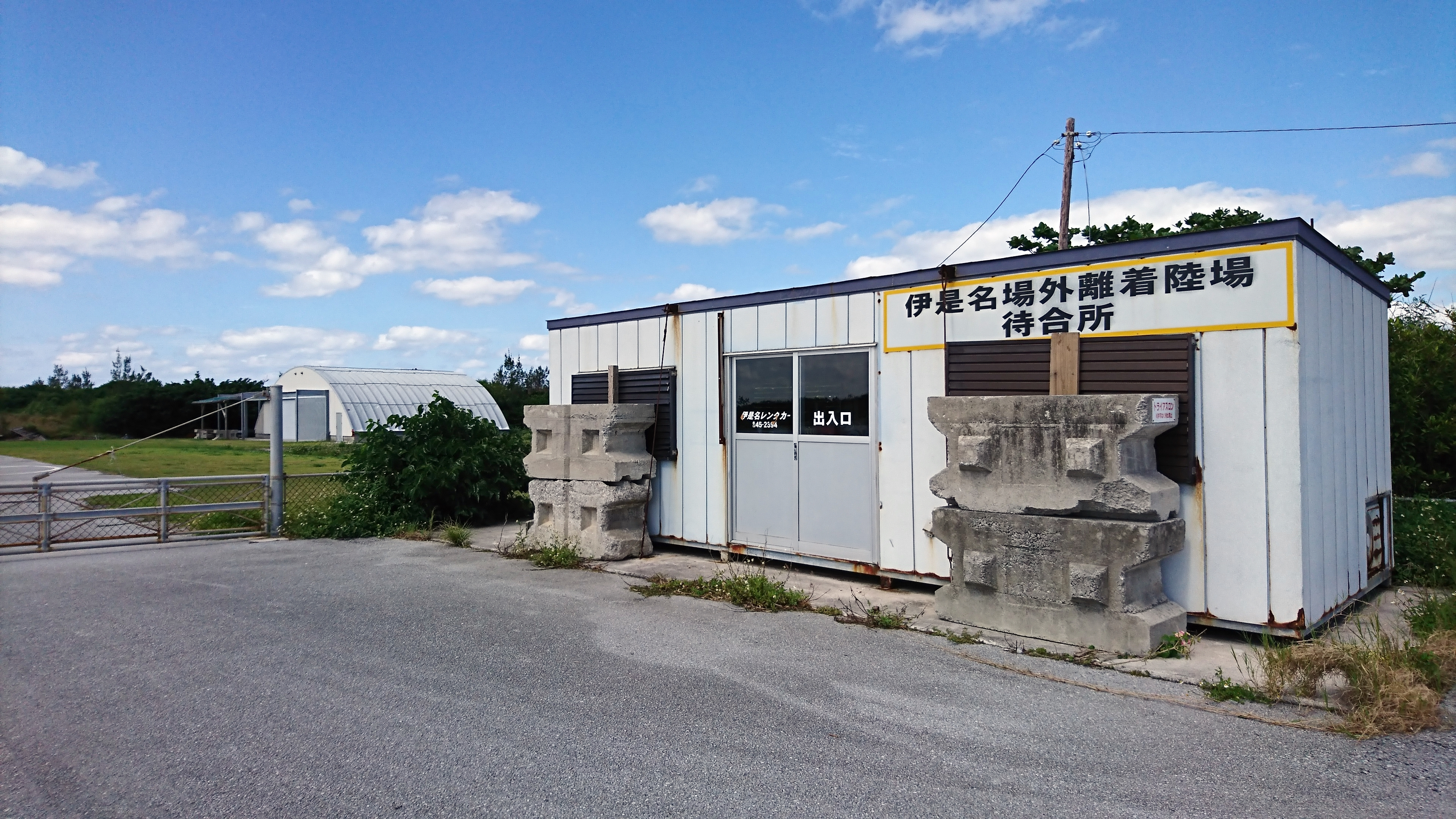
伊是名場外離着陸場待合所近撮
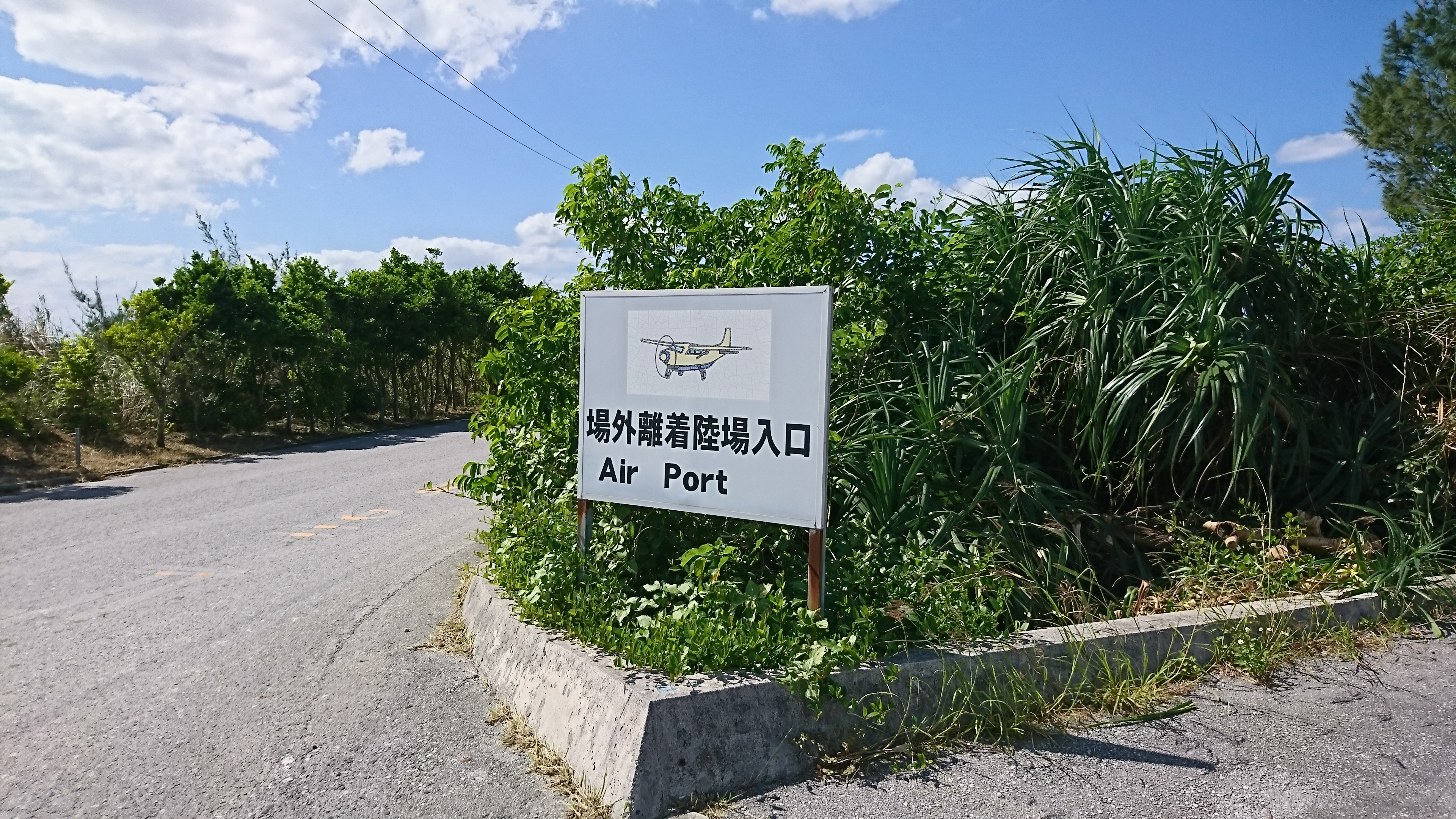
同離着陸場への案内看板